# Ewa Wolnicz-Pawłowska
Ewa Irena Wolnicz-Pawłowska (ur. 1947) – polska językoznawczyni, profesor zwyczajny, członkini Komisji Standaryzacji Nazw Geograficznych poza Granicami Rzeczypospolitej Polskiej, a w latach 2012–2019 jej przewodnicząca, autorka książek z zakresu językoznawstwa i geografii.

## Życiorys
W 1970 ukończyła studia na Wydziale Filologii Polskiej i Słowiańskiej Uniwersytetu Warszawskiego. W 1977 obroniła pracę doktorską Patronimika ukraińskie na terenach dawnego województwa ruskiego w XVIII wieku w Instytucie Słowianoznawstwa PAN. W tym samym instytucie w roku 1994 zdobyła habilitację za rozprawę Antroponimia łemkowska na tle polskim i słowackim (XVI–XIX wiek).
W 2000 otrzymała tytuł naukowy profesora nauk humanistycznych.
Jest kierownikiem Zakładu Terminologii i Terminografii w Instytucie Komunikacji Specjalistycznej i Interkulturowej Wydziału Lingwistyki Stosowanej Uniwersytetu Warszawskiego.
Wykładała na Uniwersytecie Kardynała Stefana Wyszyńskiego w Warszawie oraz Uniwersytecie Warmińsko-Mazurskim w Olsztynie.
Od 1997 do 1999 i ponownie od 2000 członkini, w latach 2000–2008 wiceprzewodnicząca, a w latach 2012–2019 przewodnicząca Komisji Standaryzacji Nazw Geograficznych poza Granicami Rzeczypospolitej Polskiej.
W latach 2004–2021 wiceprzewodnicząca Komisji Nazw Miejscowości i Obiektów Fizjograficznych przy Ministrze Administracji.
Członek zwyczajny Towarzystwa Naukowego Warszawskiego, redaktor naczelny Rocznika TNW, przewodnicząca Rady Naukowej czasopisma „Lingwistyka Stosowana”. Członek Grupy Ekspertów ONZ ds. Nazw Geograficznych, Komisji Onomastycznej Komitetu Językoznawstwa PAN, Fundacji Slawistycznej oraz redakcji Polskiego Przeglądu Kartograficznego.

## Publikacje książkowe
- Osiemnastowieczne imiennictwo ukraińskie w dawnym województwie ruskim, Ossolineum, 1978
- Antroponimia łemkowska na tle polskim i słowackim (XVI–XIX wiek), Slawistyczny Ośrodek Wydawniczy, 1993
- Antroponimia polska na Kresach południowo-wschodnich (XV-XIX w.), Slawistyczny Ośrodek Wydawniczy, 1998 (współautor Wanda Szulowska)
- Zbieranie i opracowywanie nazw geograficznych. Przewodnik toponimiczny. Cz. II: Opracowywanie językowe nazw, Główny Urząd Geodezji i Kartografii (współautor Wanda Szulowska)
- Nazwy wodne dorzecza Warty od źródeł do ujścia Prosny, Wydawnictwo DiG, 2006
- Toponymic Guidelines of Poland for Map Editors and other Users (Polski przewodnik toponimiczny dla redaktorów map i innych użytkowników), Główny Urząd Geodezji i Kartografii (współautor: Maciej Zych)
- O nazwach wodnych w Polsce, Wydawnictwo DiG, 2013

## Nagrody i wyróżnienia
- Złoty Krzyż Zasługi (2002)